# Lijst van voormalige borgen en buitenplaatsen in Groningen

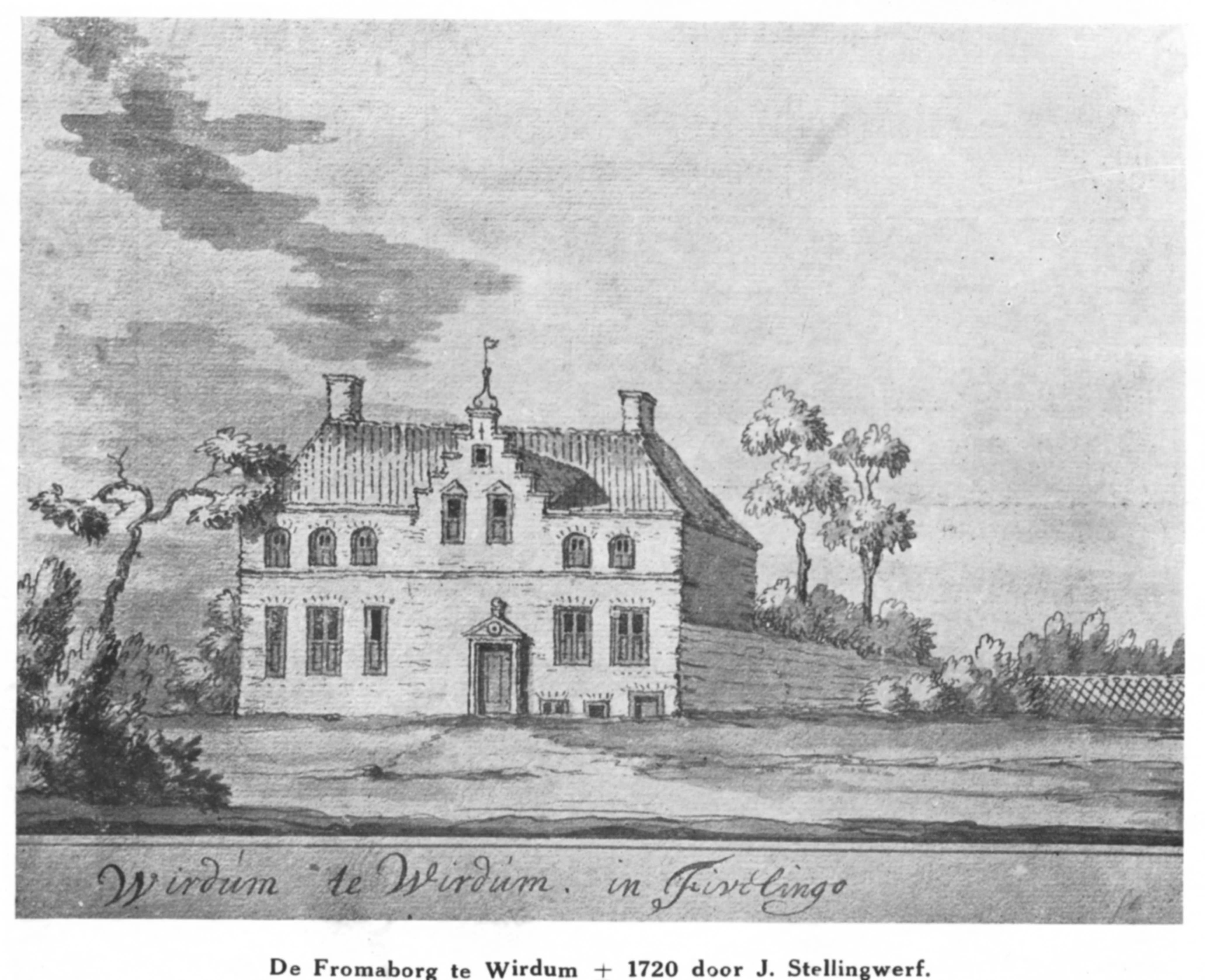
De Fromaburg te Wirdum.

In de provincie Groningen staan nu nog 16 borgen. Dat zijn er in het verleden echter veel meer geweest. Deze lijst geeft per gemeente een opsomming van alle borgen en buitenplaatsen die vóór 1795 het politieke landschap van de Ommelanden hebben bepaald. Ze worden gerangschikt naar de huidige gemeentes.

## Algemeen
Het eerste overzicht betreft borgen in de traditionele zin: borgen waaraan heerlijke rechten waren verbonden of waarvan de eigenaars heerlijke rechten elders konden uitoefenen. Deze borgen stonden grotendeels in de drie Ommelanden: Hunsingo, Fivelingo en het Westerkwartier, alsmede in het Klei-Oldambt. Ook de verdedigbare steenhuizen en kastelen uit de middeleeuwen zijn in dit lijstje opgenomen. Een deel van deze borgen is al in de vijftiende of zestiende eeuw verdwenen. Soms betrof het slechts eenvoudige steenhuizen, waarvan niet bekend is of er heerlijke rechten aan waren verbonden. Een deel van de boerderijen of edele heerden die een rol speelden in de rechtsomgang, was voorzien van een steenhuis.
In de andere gebieden van Groningen staan en stonden voornamelijk buitenverblijven die ook wel als borg worden aangeduid, maar waaraan geen rechten waren gekoppeld. Ook de nieuwe buitenverblijven, die in de zeventiende en achttiende eeuw in de Ommelanden werden gesticht, konden geen aanspraak maken op deelname aan de rechtsomgang.
In de veenontginningsgebieden van het Wold-Oldambt en het Reiderland is het stelsel van edele heerden niet tot ontwikkeling gekomen, zodat er geen borgen in de traditionele zin ontstonden. De meeste bezitters van een steenhuis hadden - een enkele uitzondering daargelaten - niet meer rechten dan de overige grondeigenaren. Voor zover daar wel sprake was, verloren zij hun voorrechten in de zestiende eeuw aan de stad Groningen. Ook Westerwolde kwam in 1617 aan de stad.
In het Gorecht was de situatie tamelijk gecompliceerd. Verschillende buitenverblijven waren vanouds verbonden met leengoederen van de bisschop van Utrecht of hadden anderszins heerlijke rechten verworven. De bewoners vermeden doorgaans het begrip borg, dat in hun ogen te veel verbonden was met de machtspolitiek van de Ommelander adel. We kunnen deze buitenverblijven nog het best vergelijken met de havezaten in Drenthe, Overijssel en de Achterhoek.
Niet alle borgen en steenhuizen hebben een doorverwijzing. Vaak is de informatie te gering, soms wordt het steenhuis behandeld onder het betreffende dorp. Voor informatie over deze kleine borgen en steenhuizen, zie: Kleine voormalige borgen en steenhuizen (borgen die hier behandeld zijn, worden gemarkeerd met een *).

## Borgen

### Eemsdelta
- Addenheem te Oosterreide
- Alberdahuis te 't Zandt
- Asingaborg te Middelstum
- Aylkuma te Loppersum *
- Barnheem te Stedum
- Baukemaheerd te Zeerijp
- Bolhuis te Wirdum
- Borchhuis te Westerreide
- Borg te Godlinze te Godlinze
- Borgheem te Westeremden *
- Diddingehuizen te Middelstum
- Dijkhuizen te Tjamsweer
- Dijkumborg te Garsthuizen
- Duirsum te Den Ham
- Eelsum te Zeerijp
- Eissengeheem te Holwierde
- Huis te Eelwerd te Eelwerd *
- Huis Edzema te Heveskes
- Enselens te Loppersum *
- Eukema te Den Ham *
- Huis te Eenum te Eenum
- Ewsum te Middelstum
- Huis te Farmsum te Farmsum
- Fluitenburg te Borgsweer
- Fraam te Huizinge
- Fraeylema te Losdorp
- Fromaborg te Wirdum
- Huis te Garreweer te Garreweer
- Gaykemahuis te Middelstum *
- Gommelburg te Farmsum (onzeker)
- Grevingahuis te Leermens
- Hayema te Middelstum *
- Haykema te Zeerijp *
- Hettema te Jukwerd *
- Houwerda of Holm te Termunten
- Huningaweer te Woldendorp
- Juckema te Zeerijp
- Juist te Loppersum
- Luinga te Bierum
- Melkema te Huizinge *
- Mensenborg te Termunten (ook Midden-Termunten)
- Mentheda te Middelstum
- Nansum te Holwierde
- Nienhuis te Garrelsweer *
- Nittersum te Stedum
- Ompteda Formsma te 't Zandt
- Huis te Oosterwijtwerd te Oosterwijtwerd
- Huis te Oterdum
- Oud-Houwerda aan de Zomerdijk onder Oterdum
- Popingehuis bij Tjamsweer
- Rengerda te Godlinze
- Rickelsweer te Farmsum (onzeker)
- Ringenum te Uitwierde *
- 't Rondeel te Westerwijtwerd
- Schatsborg te Leermens
- Snelgersma te Appingedam
- Twee borgen te Spijk
- Steenhuis te Borgsweer
- Steenhuis te Dallingeweer
- Steenhuis Engeweer te Westerwijtwerd
- Steenhuis te Meedhuizen (onzeker)
- Steenhuis te Nittersheerd te Leermens *
- Steenhuis Opwierde te Opwierde *
- Steenhuis Solwerd te Solwerd *
- Steenhuis te Tuikwerd
- Steenhuis te Wartum
- Steenhuis te Weiwerd
- Steenhuis te Woldendorp
- Steenhuizerborg te Krewerd *
- Stinswierde te Eenum
- Styama te Zeerijp *
- Ter Mude te Loppersum *
- Walkuma te Garsthuizen
- Wibena te Westeremden *

### Groningen
- Huis te Beijum
- Blankeweer bij Noordlaren
- Blankevoorde bij Glimmen
- Het Bolwerk bij Noordlaren
- Hof van Idekkinge of Boumanshof
- Ebbekema Hesselsama steenhues te Bouwerschap (Woltersum)
- Cortinghuis
- Elmersmastede te Hoogkerk
- Gelmersma te Garmerwolde
- Glimmershuis te Woltersum
- Gronenburg
- Haxtema te Leegkerk *
- Hoytingehuis te Hoogkerk *
- Koningspoort te Hoogkerk
- Huis te Lellens te Lellens
- Oldenhuis te Wittewierum
- Oldersum te Wittewierum *
- Oostbroek te Lellens *
- Kasteel Paddepoel
- Kasteel Selwerd
- Steenhuis te Ten Boer *
- Tackenborg te Thesinge
- Tammingehuizen te Wittewierum
- Tuwingaborg te Ten Post
- Tuwingaborg te Wittewierum
- Woltersum te Woltersum

### Het Hogeland
- Alma te Bedum
- Alricsmahuis te Westerdijkshorn *
- Almersmaborg te Uithuizen
- Asingaborg of Warffumborg te Warffum
- Asingaborg te Ulrum
- Aylbada te Uithuizen
- Batenborg te Maarhuizen
- Beusum te Vierhuizen
- Beyum te Zuidwolde
- Blauwborg te Obergum *
- Blauwhuis te Zuidwolde *
- Bocum te Kloosterburen *
- De Brake te Obergum *
- Dijksterhuis te Pieterburen
- Eelkema te Zandeweer *
- Engersum te Uithuizen
- Eusema te Eppenhuizen *
- Ewer te Zuurdijk *
- Folkerda tussen Noordwolde en Bedum
- Gaykingaborg te Warfhuizen
- Gaykinga te Wierum
- Harssensborg te Adorp
- Herathema te Eenrum
- Lulemaborg te Warfhuizen
- Mathenesse te Mensingeweer
- Mensema te Noordwolde
- Saaksumborg (of De Eest) te Lutke Saaxum
- Sassema te Baflo
- Schultinga te Bedum
- Borgweer te Wehe-den Hoorn
- Syckamaheem te Westerdijkshorn *
- Thedema te Noordwolde
- Widdama te Noordwolde
- Holwinde te Rottum
- Klinkenborg te Kantens
- De Knuif of Oud-Houwerda bij de Zomerdijk te Oterdum
- Kruisstee te Usquert *
- Ludemaborg te Usquert
- Mattenesse te Rasquert
- Meijma te Rasquert
- Nieuw Onsta te Wetsinge
- Onnemaborg te Zandeweer
- Onstaborg te Sauwerd
- Oosterhuizen te Eenrum
- Oostumborg te Oostum *
- Panser te Vierhuizen
- Huis te Rasquert te Rasquert
- Ringeweer te Uithuizen
- Ripperdaborg te Winsum
- Rondenborg teZuurdijk *
- Scheltkema-Nijenstein te Zandeweer
- Stenhuisheerd te Uithuizermeeden *
- Takuma te Uithuizen
- Tammingaborg te Bellingeweer
- Tammingaborg te Hornhuizen
- Ter Weer te Tinallinge
- Ungersma te Uithuizermeeden
- Waliswere te Kantens *

### Midden-Groningen
- Ewens te Siddeburen
- Roopoorte te Kolham *
- Kemenade te Harkstede *
- Menolda te Hellum
- Huis te Roeksweer (?)
- Steenhuis te Blokum
- Huis te Scharmer te Scharmer
- Ufkenshuis te Siddeburen
- Bauckenborg te Noordbroek
- Steenhuis te Stootshorn
- Gockingaborg, nu de Drostenborg te Zuidbroek
- Kimnaede of steenhuis te Zuidbroek (1599)

### Oldambt
- Steenhuis in de Kemmingha te Eexta (ca. 1600/1685)
- Steenhuis te Boven-Eexta (1635), mogelijk Nemeke Eppens' steenhusi (1420)
- Steenhuis Houwingaham of Huis Utham te Hamdijk (Bad Nieuweschans)
- Spierenborch te Midwolda
- Huningaheerd of oldt Steenenhuys te Oostwold
- Westerse Stienhuys te Oostwold
- Ovelgunne te Scheemda (1616/1655)
- Steenhuis te Ulsda
- Tiddinga te Midwolda
- Tydwynedaborg te Wynedaham, omgeving Nieuw-Beerta
- Pekelborg te Zuiderveen (Winschoten)

### Westerkwartier
- Abingeheerd te Feerwerd
- Auwemahuis te Tolbert
- Aykemaborg te Grijpskerk
- Benckemahuis te Midwolde

- Bloemersma te Niekerk
- Bijma te Faan
- Clamahuis te Lutjegast *
- Boekstede te Sebaldeburen
- De Eest te Doezum
- De Leke te Midwolde
- De Linde te Marum
- Englumborg te Oldehove
- Feringa te Grootegast
- Frimasteenhuis te Marum *
- Fritema te Oldehove
- Fritsinga te Oldehove
- Froma te Lutjegast
- Gayckingaborg te Aduard
- Groote borg te Feerwerd te Feerwerd
- Hanckemaborg te Zuidhorn
- Hardeweer te Ezinge
- Heralmaborg te Saaksum
- Huis te Aduard te Aduard
- Hylema teLutjegast *
- Jellemaborg te Zuidhorn
- Jensemaborg te Oldehove
- Kleine borg te Feerwerd te Feerwerd
- Klinkemaborg te Zuidhorn
- Kroonsfeld te Oldekerk
- Meininga te Niezijl *
- Noordwijk te Noordhorn
- Reitsema te Grijpskerk
- Rikkerda te Lutjegast
- Sappema te Lutjegast *
- Sjallema te Opende
- Steenhuizen in Humsterland *
- Valkenborg te Lettelbert

### Westerwolde
- Gockingasteenhuis te Bellingwolde
- Steenhuis of Huis te Upham te Den Ham
- Steenhuis te Vlagtwedde (tot 1729)
- Steenhuis te Vriescheloo
- Huis te Wedde

## Buitenplaatsen en landgoederen
De lijst is voor Oost-Groningen onvolledig. Zowel de literatuur als kaarten uit de 17e en 18e eeuw tonen veel meer buitenhuizen.

### Eemsdelta
- Appelburg te Garreweer
- Betingeheem te Uitwierde *
- Bolhuis (buitenplaats) te Wirdum
- Ekenstein te Appingedam
- Rusthoven te Wirdum
- Wetterstein te Uitwierde *

### Groningen
- Emdaborg te Haren
- Huis te Glimmen
- Meerlust bij Noordlaren
- Toppingaborg
- Ulgersmaborg
- Zorgwijk

### Midden-Groningen
- Amsingh te Zuidbroek-Uiterburen
- Ballinga te Scharmer
- Boschmastate te Kropswolde *
- Iddekinge/Woldwijk te Kropswolde *
- Jagtwijk te Foxham
- Klein Martijn te Harkstede
- Leinwijk te Kropswolde *
- Mastenbroek te Meeden (?)
- Nijenhof te Scharmer *
- Overveen te Scharmer
- Rozenborg te Scharmer *
- Rustenbroek (Amsingh) te Zuidbroek
- De Ruiten te Froombosch
- Schaffershof te Kropswolde *
- Schattersum, later Wijchelsheim te Schildwolde
- Tilburg te Borgweg
- Uytkema te Scharmer
- Veenhuisen te Meeden
- Veenhuizen te Noordbroek
- Veencamp/Wolters te Noordbroek
- Vinckers of Vinckersum te Schildwolde
- Vischwijk te Harkstede
- Voorborg te Slochteren
- Vossenborg te Lageland *
- Vredenburg  te Hoogezand
- Werk en Rust te Scharmer
- Wittenplaats te Harkstede
- Wildervanck (Swijghmanheerd) te Zuidbroek
- Zorgvliet te Harkstede

### Oldambt
- Clinge of Ennemaborg te Midwolda (ca. 1650)
- Coenders te Nieuw-Scheemda (ca. 1600)
- Esborg te Scheemda
- Finck te Beerta
- Geertsema of Waarhoek te 't Waar (ca. 1700)
- Hamminga of De Twaalf Akkers te Midwolda
- Huninga- of Tiddingaborg te Beerta
- Huysmans te Midwolda (Hoofdweg 33)
- Oude Werf te Winschoter Bovenburen (ca. 1762)
- Sibingaheerd te Midwolda (Hoofdweg 25)
- Vredenhoven te Eexta (1640)

### Westerwolde
- Engelkens Erve te Vriescheloo